# La Vallée-de-Jacmel
La Vallée-de-Jacmel est une commune d'Haïti située dans le département du Sud-Est (arrondissement de Jacmel).
La paroisse placée sous le patronage de saint Jean Baptiste fut fondée en novembre 1910 par le révérend père Léon Bonnaud.

## Géographie
La commune de La Vallée est située entre les villes de Jacmel et de Bainet. En tant que chef-lieu, La Vallée est distante de Jacmel de 27 km. Elle culmine à 800 mètres d'altitude, et donne sur un paysage montagneux d’une part, d’autre part sur des collines à l’habitat dispersé, en contrebas. Du fait de l'altitude, son climat est relativement tempéré, mais parfois humide, et propice au tourisme.

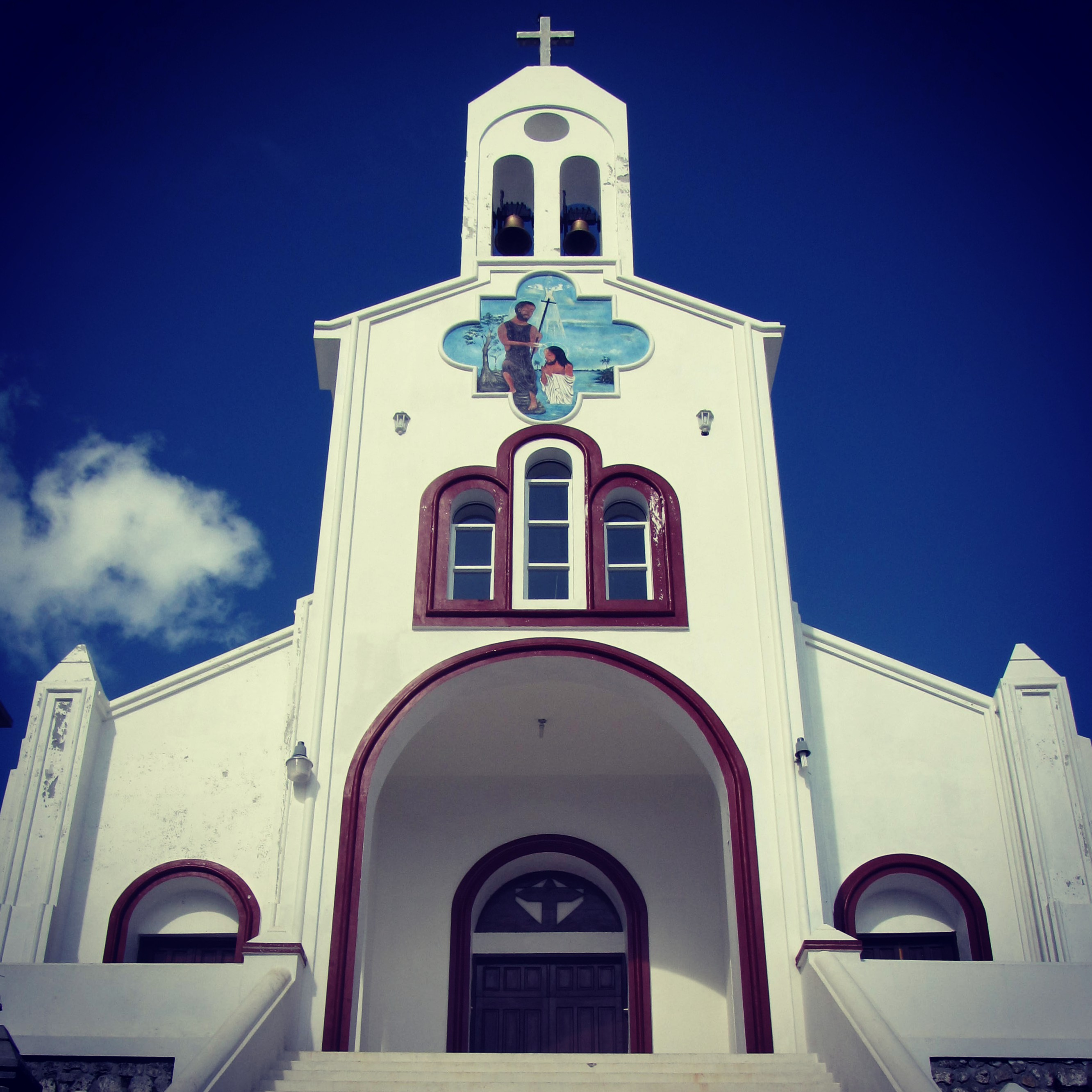
Église de Saint Jean-Baptiste

## Démographie
Selon l'Institut haïtien de statistique et d'informatique (mars 2009) La commune de la Vallée est peuplée de 33 127 habitants impliquant une densité de 391 personnes au kilomètre carré. La zone urbaine rassemble 231 ménages, soit 1039 personnes représentant 3,13 % de la population totale.
Sur le plan du peuplement, le milieu est plutôt composite, ayant subi toutes les influences qui caractérisent la population haïtienne. Dans certains secteurs, on note la prépondérance de souches pré-colombiennes, encore qu'une bonne partie de celles-ci ait pris le chemin des États-Unis, depuis le début des années cinquante au siècle dernier.

## Administration
La commune de La Vallée dont le chef-lieu est le bourg de Ridoré, est composée des sections communales suivantes :
- Muzac
- Ternier
- Morne-à-Brûler.

La population de La Vallée s'adonne, en grande partie, à l'agriculture.Les principales productions, en plus des vivres alimentaires, sont généralement les fruits et, en particulier, les différentes variétés d'agrumes. Les mandarines succulentes de la région sont réputées pour leur finesse.
La Vallée était autrefois réputée pour sa production de pomme de terre.

## Société
En ce début du XXIe siècle, La Vallée célèbre le centenaire de la fondation de la paroisse de Saint-Jean-Baptiste
La commune de La Vallée est l'une des régions les plus alphabétisées du pays avec un taux des plus élevés chez les moins de cinquante ans. Il ne s'agit pas d'un hasard. Dès le début du siècle dernier, le milieu s'était doté de deux écoles primaires congréganistes (L'école Léonce Mégie fondée et dirigée par les frères de l'Instruction chrétienne dès 1926 et l'école St Paul fondée et dirigée par les Religieuses des Filles de Marie en 1931). Avec le temps, plusieurs autres écoles ont rejoint les rangs,y compris des écoles secondaires, rendant l'éducation accessible à tous. Actuellement[Quand ?], le lycée Philippe Jules a déjà formé plusieurs cohortes de jeunes pendant que l'Université Notre-Dame y établit un campus pour quelques disciplines.
La Vallée est desservie, pour les soins de santé, par l'hôpital communautaire St Joseph. Elle compte aussi l'Auberge du Mont St Jean et le Prag Hotel.
La Vallée est le berceau de quelques chantres du pays dont :
- Marc Léo Laroche : Anacaona( roman), La tragédie de la reine du Xaragua (théâtre),Miscellanées blues (poésie) voir cramoel blogspot.com
- Charles Ridoré : Une aube neuve pour Haïti (poésie)
- Lucienne Nicolas : Espaces urbains dans le roman de la diaspora haïtienne (essai).

Il a aussi donné naissance à feu Monseigneur Pétion Laroche, Évêque d'Haïti et Mgr. Chibly Langlois actuel évêque des Cayes, premier Cardinal haïtien, et Marie Carmelle Jean Marie, ancienne ministre de l'économie et des finances de la République d'Haïti.
Le diplomate Jean Claude Lappé, ancien cadre du ministère des affaires étrangères,membre de la diplomatie haïtienne au Méxique est aussi fils de la Vallée .
L'architecte et ingénieur François Laroche, neveu de Mgr. Pétion Laroche, est également originaire de La Vallée. Inaugurée en 1997, la Cathédrale Immaculée Conception de Hinche, fait partie de ses nombreux chefs-d'œuvre.  
La célèbre chanson traditionnelle haïtienne Panama mwen tonbe, fait allusion à La Vallée de Jacmel.

## Lieux touristiques
Parmi les principales attractions on peut citer: l'église de Saint Jean Baptiste complétée en 1922 et le buste du fondateur, le Père Léon Bonnaud, attenante (inaugurée à l'occasion des festivités du centenaire en 2010); la vue panoramique de la Baie de Bainet depuis le plateau de Ridoré; le pittoresque marché rural du vendredi, toujours à Ridoré ; les chutes du Bassin L'Étang et enfin le gouffre de Séjourné l'un des plus profonds des Antilles avec ses 167m de profondeur.Un esprit bienfaiteur ou maléfique de 
La Vallée de Jacmel est aussi reconnu à travers tout le pays Bonne Santé, un ange protecteur selon plus d'un qui guide certaines familles de la commune.La grotte où l'on prétend que loge le fameux Bonne Sante Lamothe attire beaucoup de visiteurs en quête de chances ou de guérisons.